# فاطمة عبد الرحمن خير
فاطمة عبد الرحمن خير (1973 -) هي كاتبة صحفية.

## حياتها والنشأة
والدها هو المناضل والنقابى والقائد العمالى، والسياسى المصري المعارض، وعضو مجلس الشورى المصري عبد الرحمن خير، ولدت في العام 1973، في القاهرة، لوالدين من جذور صعيدية تنتمى لمحافظة أسوان، قضت أربع سنوات من طفولتها في العاصمة العراقية بغداد، من أغسطس 1980 وحتى أغسطس 1984، وقت حرب الخليج الأولى، وقد ترك ذلك أثراً كبيراً في تكوينها.

## مسيرتها
اختارت أن تعمل في الصحافة منذ كانت في السابعة من عمرها، وحسمت أمرها مبكراً، وشجعها على ذلك والداها، انضمت إلى اتحاد الشباب التقدمى التابع ل حزب التجمع بعد التحاقها بالجامعة في نهاية 1990، ثم تركت العمل السياسى مبكراً وفضلت التفرغ للصحافة بمجرد التخرج.
شاركت في عدة حملات وأنشطة ثقافية تهتم كلها بالمرأة، وبالقضية الفلسطينية، حيث انضمت للجنة الثقافية ب اتحاد المرأة الفلسطينية، وكانت واحدة من مؤسسي ورشة الكتابة البحثية في القاهرة (هالة منصور، ودنيا الأمل إسماعيل، فاطمة خير) للكاتب والباحث الفلسطينيى عبد القادر ياسين في أكتوبر 1994، ومن خلال الورشة تدربت على كتابة الأبحاث وعروض الكتب والنقد، ونشرت ثلاث أبحاث محكمة في دورية صامد الاقتصادى، من خلال الورشة التي استمرت فيها لمدة عامين، ولها عدد كبير من المقالات وعروض الكتب في عدة دوريات عربية.
تشغل حالياً منصب رئيس تحرير موقع دريم نيوز وموقع شبكة قنوات دريم ورئيس تحرير الأخبار بقنوات دريم منذ أبريل 2013، وعملت قبلها في وظيفة مدير التطوير التحريرى ومراقبة الجودة في موقع اليوم السابع، وكاتبة في «اليوم السابع» الورقية، بدأت عملها في اليوم السابع كمساعد لرئيس التحرير لشئون الموقع في ديسمبر 2007، بجانب ذلك أسست وعملت كمدير راديو اليوم السابع أون لاين، وأسست تليفزيون اليوم السابع أون لاين (مباشر اليوم السابع/ فيديو7)، وتولت سكرتارية تحرير اليوم السابع ديجيتال والتي كانت مقدمة لجريدة اليوم السابع الورقية.
بدأت عملها كصحفية في جريدة الأهالى، الصادرة عن حزب التجمع الوطنى التقدمى الوحدوى، عام 1994، بعد تخرجها في كلية الحقوق بجامعة عين شمس، واستمرت بها حتى انتقالها إلى اليوم السابع. وإلى جانب ذلك عملت مراسلة لقسم الشباب في جريدة إيلاف الإليكترونية من 2004 وحتى 2007، ومراسلة لصفحة الشباب في جريدة السفير اللبنانية من 2007 وحتى 2011، ومراسلة لإذاعة الجزائر الدولية من سبتمبر 2008 وحتى أغسطس 2009، وقبلها عملت مع عدة محطات تليفزيونية، ولها عدة أفلام وثائقية.
كما عملت مستشارة لعدة جمعيات تعمل في مجال حقوق المرأة، وتطوعت كمستشارة إعلامية لعدة حملات في مجالات المرأة والتنمية.
وحصلت على الاعتماد كمدربة دولية في مجال الإعلام من الدويتش فيلا دويتشه فيله، ومركز الدوحة لحرية الإعلام في العام 2013، وهي متخصصة في مجال الإعلام الإلكترونى.

## مؤلفاتها
- أنثى مع سبق الإصرار / كتاب/ 2014
- معزوفات قصيرة في الطريق / مجموعة قصصية / 1999
- رسائلي إليه (تحت الطبع)
- دليل المرأة الغبية (تحت الطبع)

## جوائز
ذهبية لجنة تحكيم مهرجان القاهرة لسينما الأطفال عن سيناريو مسلسل كارتونى «أولى حضانة» 2004.

## وصلات خارجية
- صفحة الكاتبة علي اليوم السابع
- صفحة الكاتبة بموقع العربية